# Флопи диск
Флопи диск (енгл. Floppy Disk) је медијум за складиштење података који је био главни преносиви медијум до појаве CD-a, касније и DVD уређаја и медија. Састоји се од савитљиве (енгл. floppy = савитљив) танке округле плоче пресвучене танким слојем намагнетисане материје која се налази унутар једне пластичне омотнице квадратног облика. Иако се разликују разне величине и спољашњи изглед суштина је у округлом савитљивом материјалу који захваљујући својим феромагнетним особинама служи за складиштење података. 
Флопи се може измењивати између погонских механизама. Погонски механизам једна је од компоненти која се уграђује у рачунаре, а дискете се једноставно ваде и умећу из рачунара у рачунар.
Скоро 20 година флопи диск је владао рачунарским светом и био главни преносник података међу рачунарима, данас бива мање коришћен због много већих и бржих CD и DVD медија, али флопи-диск још увек није потпуно ишчезнуо и још се користи за неке мање ствари као што су управљачки програми (драјвери) за монитор, дискете за подизање система енгл. startup, те разни управљачки програми за SATA тврде дискове. Данас су у употреби дискете величине 3,5 инча (1 инч = 25,4 mm). Диск је смештен у кошуљицу која га штити од оштећења. Унутрашњост кошуљице пресвучена је посебном материјом која штити диск од трења које настаје у додиру са кошуљицом.
Прве дискете, које је изумио и направио IBM, имале су пречник диска 8 in (203,2 mm). Накнадно су формати од 5¼ инча, а затим и 3½ инча постали свеприсутни облик складиштења и преноса података у првим годинама 21. века. Дискете од 3½ инча и даље се могу користити са спољним USB дискетним погоном. USB погони за дискете од 5¼ инча, 8 in (20 cm) и друге величине ретки су до непостојећих. Неки појединци и организације настављају да користе старију опрему за читање или пренос података са дискета.

## Историја развоја
| Величина          | Година | Капацитет |
| ----------------- | ------ | --------- |
| 8-инчна           | 1971.  | 80 kB     |
| 8-инчна           | 1973.  | 256       |
| 8-инчна           | 1974.  | 800       |
| 8-инчна двострана | 1975.  | 1MB       |
| 5¼-инчна          | 1976.  | 110       |
| 5¼-инчна DD       | 1978.  | 360       |
| 5¼-инчна QD       | 1984.  | 1.2       |
| 3-инчна           | 1984.? | 320       |
| 3½-инчна          | 1984.  | 720       |
| 3½-инчна HD       | 1987.  | 1.44      |

Прве комерцијалне дискете, развијене крајем 1960-их, имале су пречник 8 in (203,2 mm); постале су комерцијално доступне 1971. као компонента ИБМ производа, а затим су се засебно продавале почевши од 1972. године као део асортимана предузећа Меморекс и других. Ове дискове и повезане драјвове произвели су и побољшали IBM и друге компаније, попут Меморекса, Шугарт Асошиејтс и Бароуз корпорација. Израз „дискета” појавио се у штампи већ 1970, и иако је IBM најавио свој први медиј као дискету типа 1 1973. године, индустрија је наставила да користи изразе „дискета” или „флопи диск”.
Године 1976, предузеће Шугарт Асошиејтс је представило 5¼-инчни FDD. До 1978. године било је више од 10 произвођача који су производили такве дискове. Било је конкурентских формата дискета, са верзијама у тврдом и меком сектору и кодирајућим шемама, попут диференцијалног Манчестерског кодирања (DM), модификоване фреквенцијске модулације (MFM),  и групно кодираног снимања (GCR). Формат од 5¼ инча заменио је формат од 8 in (20 cm) за већину употреба, а формат диска са чврстим сектором је нестао. Најчешћи капацитет 5¼-инчног формата на рачунарима са ДОС-ом био је 360 KB, за формат обостране двоструке густине (DSDD) користећи MFM кодирање. Године 1984, IBM је са својим PC-AT моделом представио двострану дискету од 5¼ инча од 1,2 MB, али никада није постала популарна. IBM је почео да користи микрофлопи диск са двоструком густином од 3½ инча од 720  на свом конвертибилном преносном рачунару 1986. године и верзију велике густине од 1,44 MB са линијом IBM Персонални систем/2 (PS/2) 1987. Ови диск драјвови су се могли додати на старије моделе рачунара. Године 1988, IBM је представио драјв за 2,88 MB дискете двострано проширене густине (DSED) у својим врхунским PS/2 моделима, али то је био комерцијални неуспех.
Током раних 1980-их, границе формата од 5¼ инча постале су јасне. Првобитно дизајниран да буде практичнији од 8-инчног формата, све више је сматран превеликим; како је квалитет медија за снимање растао, подаци су се могли складиштити на мањој површини. Развијено је неколико решења, са погонима на 2-, 2½-, 3-, 3¼-, 3½- и 4-инчним (и Сонијевим дисковима од 90 mm × 94 mm (3,54 in × 3,70 in) које су нудиле различите компаније. Сви су имали неколико предности у односу на стари формат, укључујући круто кућиште са клизним металним (или касније, понекад и пластичним) затварачем преко отвора за главу, што је помогло у заштити осетљивог магнетног медијума од прашине и оштећења, и клизним језичком за заштиту од писања, што је било далеко погодније од лепљивих језичака који су се користили на ранијим дисковима. Велики тржишни удео добро успостављеног формата од 5 in (13 cm) отежао је овим различитим, међусобно некомпатибилним новим форматима, стицање значајног тржишног удела. Варијанта дизајна компаније Сони, коју су 1982. године представили многи произвођачи, тада је брзо усвојена. До 1988. године, 3½-инчни драјвови су били продаванији од 5-инчних.
Генерално, термин дискета је истрајао, иако дискете каснијег стила имају круто кућиште око унутрашње дискете.

### Преваленција
Дискете су постале уобичајене током 1980-их и 1990-их у њиховој употреби са персоналним рачунарима за дистрибуцију софтвера, пренос података и прављење резервних копија. Пре него што су чврсти дискови постали приступачни за општу популацију, дискете су се често користиле за складиштење оперативног система рачунара (OS). Већина кућних рачунара из тог времена је имала основни OS и BASIC ускладиштен у ROM-у (меморији само за читање), са опцијом учитавања напреднијег OS-а са дискете.
До раних 1990-их, све већа величина софтвера значила је да је за велике пакете попут Виндовса или Адоби фотошоп било потребно десетак дискова или више. Процењује се да је 1996. године било у употреби пет милијарди стандардних дискета. Затим је дистрибуција већих пакета постепено замењена CD-ROM-овима, DVD-овима и онлајн дистрибуцијом.
Покушај побољшања постојећих 3½-инчних дизајна био је СуперДиск крајем 1990-их, користећи врло уске траке и високо прецизан механизам за навођење главе, капацитета 120 MB и компатибилан са стандардним дискетама од 3½ инча; накратко је дошло до рата у формату између СуперДиска и других дискета велике густине, иако су ултиматно записиви CD-и/DVD-и, флеш меморија чврстог стања и на крају складиштење на мрежи учинили све ове формате преносивих дискова застарелим. Спољни дискетни драјвови засновани на USB-у су и даље доступни, а многи савремени системи пружају подршку за фирмвер за покретање са таквих уређаја.